# تشارلز فوكس (رياضياتي)
تشارلز فوكس (بالإنجليزية: Charles Fox)‏ (و. 1897 – 1977 م) هو رياضياتي كندي، ولد في لندن، توفي عن عمر يناهز 80 عاماً.